# Tetragonodes impostor
Tetragonodes impostor är en fjärilsart som beskrevs av W. Warren 1900. Tetragonodes impostor ingår i släktet Tetragonodes och familjen mätare. Inga underarter finns listade i Catalogue of Life.